# Церква ікони Божої Матері «Знамення» (Київ)
Церква на честь ікони Божої Матері Знамення — церква Православної церкви України, розташована в Солом'янському районі Києва, на території пологового будинку № 5 за адресою: проспект Валерія Лобановського, 2. Настоятель — протоієрей Григорій Фоя.

## Історія
Перший камінь на зведення храму на честь ікони Божої Матері «Знамення» був закладений у 2001 році. Часткове фінансування храму проводилося силами міської адміністрації та головного лікаря пологового будинку. На ці гроші вдалося закласти фундамент і звести цегляні стіни храму. У зв'язку з недостатнім фінансуванням будівельні роботи були припинені, що призвело заморожування будь-яких робіт до 2003 року.
На початку 2003 року настоятелем храму «Знамення» Божої Матері з благословення Блаженнішого Володимира Митрополита Київського і всієї України був призначений ієрей Георгій Стороженко. Протягом 2004 року стараннями священика та парафіян (жертводавців) вдалося провести внутрішні роботи в храмі. Перша Служба Божа в церкві відправлена на Великдень 2003 року. Відтоді у храмі регулярно відправляються Літургії, молебні, діти приймають таїнство Хрещення.
Піклуючись про внутрішнє убрання православного храму в 2004 році на стіни церкви був нанесений розпис в академічному стилі. У 2005 році головним лікарем 5-го пологового будинку Макаренком Михайлом Васильовичем було пожертвувано різьблений іконостас, виконаний з дуба.
4 квітня 2022 року церква перейшла з Московського патріархату до Православної церкви України. Настоятелем храму став протоієрей Григорій Фоя.